# Temporada de tifones del Pacífico de 1947
La temporada de tifones en el Pacífico de 1947 no tiene límites oficiales; funcionó durante todo el año en 1947, pero la mayoría de los ciclones tropicales tienden a formarse en el noroeste del Océano Pacífico entre junio y diciembre. Estas fechas delimitan convencionalmente el período de cada año en el que se forman la mayoría de los ciclones tropicales en el noroeste del Océano Pacífico.
El alcance de este artículo se limita al Océano Pacífico, al norte del ecuador y al oeste de la Línea internacional de cambio de fecha. Las tormentas que se forman al este de la línea de fecha y al norte del ecuador se denominan huracanes; ver temporada de huracanes en el Pacífico de 1947. En ese momento, las tormentas tropicales que se formaron dentro de esta región del Pacífico occidental fueron identificadas y nombradas por las Fuerzas Armadas de los Estados Unidos, y estos nombres se toman de la lista que USAS adoptó públicamente antes de que comenzara la temporada de 1945.

## Sistemas

### Tormenta tropical Anna
Anna se originó a partir de una onda tropical vigorosa que se movió hacia el oeste a lo largo de la ZCIT durante los días del 16 y 17 de marzo. El 18 de marzo, un frente frío que se acercaba hizo que la ola se congelara en un sistema tropical de baja presión mientras que a unas 415 millas (670 km) del al este de Dávao. El sistema se organizó rápidamente en una tormenta tropical y continuó hacia el oeste. Anna tocó tierra en Mindanao el 20 de marzo como depresión tropical y se debilitó rápidamente a partir de entonces.
Hay pocos datos disponibles para este sistema, sin embargo, el Servicio Meteorológico Aéreo de Estados Unidos. Señaló que la tormenta fue de poca importancia.

### Tormenta sin nombre
El sitio web IBTrACSBest Tracks enumera un sistema sin nombre de fuerza desconocida que se forma cerca de 11.4N 111.0E. Se realiza un seguimiento del sistema del 10 al 11 de mayo.
El sitio web IBTrACSBest Tracks enumera un sistema sin nombre de fuerza desconocida que se forma cerca de 9.6N 110.7E. Se realiza un seguimiento del sistema del 11 al 13 de mayo.

### Tifón Bernida
El Centro Conjunto de Advertencia de Tifones (JTWC) IBTrACSBest Tracks enumera este sistema como 02W

### Tormenta sin nombre
El sitio web IBTrACSBest Tracks enumera un sistema sin nombre de fuerza desconocida que se forma cerca de 20.7N 1077E. Se realiza un seguimiento del sistema del 17 al 19 de mayo.

### Tifón Carol
Carol se formó al este de Filipinas el 17 de junio. Se movió hacia el noroeste y pasó rozando la isla más al norte como un tifón de 115 mph. Después de eso, comenzó a debilitarse. Carol pasó por Taiwán y estaba a punto de llegar a China continental, pero de repente tomó una ruta hacia el noreste. Poco después, Carol se disipó el 23 de junio.
El Centro Conjunto de Advertencia de Tifones (JTWC) IBTrACSBest Tracks enumera este sistema como 03W.

### Tormenta tropical Donna
El Centro Conjunto de Advertencia de Tifones (JTWC) Best Tracks enumera este sistema como 05W.

### Tifón Kathleen
El tifón Kathleen azotó la península de Boso y toda la región de Kanto en Japón el 15 de septiembre. Las fuertes lluvias provocaron el desbordamiento de los ríos Arakawa y Tone. Las inundaciones resultantes mataron a 1.077 personas y dejaron 853 desaparecidos.

### Supertifón Rosalind
Los orígenes de Rosalind se pueden rastrear en una tormenta tropical que se intensificó a categoría 2 el 6 de octubre y se llamó Rosalind. Por lo tanto, Rosalind continuó intensificándose rápidamente de 964 a 918 mbar, alcanzando su intensidad máxima. Después de que Rosalind alcanza su intensidad máxima, una ligera cizalladura del viento hace que Rosalind se debilite en una categoría 2 el 10 de octubre. Se intensificó a una categoría 3 antes de moverse lentamente. Se debilitó a categoría 1 y tormenta tropical. Rosalind se disipó el 14 de octubre.
Rosalind fue el primer súper tifón registrado en el Océano Pacífico.

### Tormenta tropical Irene
La tormenta tropical Irene se formó el 30 de noviembre entre las islas Filipinas. Se fortaleció hasta convertirse en una tormenta tropical con vientos de 50 mph antes de tocar tierra en una de las islas. Se curvó hacia el noreste y se debilitó hasta convertirse en una depresión tropical. Pero después de salir de la tierra, volvió a fortalecerse hasta convertirse en una tormenta tropical moderada. Pero poco después, se volvió extratropical el 3 de diciembre. La Agencia Meteorológica de Japón lo analizó como una depresión tropical, aunque en realidad era una tormenta tropical moderada.

### Tifón Jean
El tifón Jean azotó Manila durante la Navidad después de formarse en el mar de Filipinas moviéndose hacia el oeste-noroeste y acelerándose al tocar tierra en la zona fronteriza de Albay y Camarines sur. La tormenta continuó su rápido movimiento y trayectoria hacia el sur de Manila. Después de pasar Manila, la tormenta emerge de la costa de Zambales hacia el mar del sur de China y comienza a desplazarse más hacia el noroeste y, finalmente, hacia el norte y el noreste. Todo el camino avanzando paralelo a la costa de Luzón. El tifón se debilitó hasta convertirse en tormenta tropical y volvió al oeste de la isla de Batanes y pasó a través del canal Bashi al sur de Taiwán y continuó hacia el noreste hacia Miyakojima y las islas del sur de Japón y finalmente se disipó el 29 de diciembre. No hay datos disponibles sobre lo que sucedió con el sistema después de volverse postropical. La trayectoria curva del Typhoon Jean es algo similar a la del Typhoon Flora del mes anterior. Debido a que el tifón Jean azotó Manila durante la Navidad, hubo informes de adornos navideños esparcidos por la ciudad. También hubo informes de daños causados por el viento en la ciudad de Parañaque. Fue el primer incidente registrado de tifones que impactaron al país en la época de Navidad y los demás fueron el tifón Lee en 1981, el tifón Nock-ten en 2016, un tifón sin nombre en 1918 y el tifón Phanfone en 2019.

## Efectos estacionales
| Nombre                 | Duración                       | Intensidad pico   | Intensidad pico                   | Intensidad pico | Zonas afectadas | Daños (US$) | Fallecidos  |
| Nombre                 | Duración                       | Categoría         | Velocidad del viento (km/h (mph)) | Presión (hPa)   | Zonas afectadas | Daños (US$) | Fallecidos  |
| ---------------------- | ------------------------------ | ----------------- | --------------------------------- | --------------- | --------------- | ----------- | ----------- |
| Anna                   | 18-20 de marzo                 | Tormenta tropical | 65 kilómetros por hora (40 mph)   | 1001 hPa (mbar) | Desconocido     | Desconocido | Desconocido |
| Sin nombre             | 10-11 de mayo                  | Tormenta tropical |                                   |                 |                 |             |             |
| Sin nombre             | 11-13 de mayo                  | Tormenta tropical |                                   |                 |                 |             |             |
| Bernida                | 13-17 de mayo                  | Tifón categoría 1 | 150 kilómetros por hora (93 mph)  | 972 hPa (mbar)  | Desconocido     | Desconocido | Desconocido |
| Sin nombre             | 17-19 de mayo                  | Tormenta tropical |                                   |                 |                 |             |             |
| Carol                  | 17-23 de junio                 | Tifón categoría 3 | 185 kilómetros por hora (115 mph) | 960 hPa (mbar)  | Desconocido     | Desconocido | Desconocido |
| Donna                  | 17-19 de julio                 | Tormenta tropical | 65 kilómetros por hora (40 mph)   | 993 hPa (mbar)  | Desconocido     | Desconocido | Desconocido |
| Faith                  | 26-31 de julio                 | Tormenta tropical | 95 kilómetros por hora (59 mph)   | 998 hPa (mbar)  | Desconocido     | Desconocido | Desconocido |
| Gwen                   | 4-9 de agosto                  | Tifón categoría 3 | 185 kilómetros por hora (115 mph) | 950 hPa (mbar)  | Desconocido     | Desconocido | Desconocido |
| Helena                 | 12-14 de agosto                | Tifón categoría 1 | 130 kilómetros por hora (81 mph)  | 983 hPa (mbar)  | Desconocido     | Desconocido | Desconocido |
| Inez                   | 26-31 de agosto                | Tifón categoría 3 | 185 kilómetros por hora (115 mph) | 960 hPa (mbar)  | Desconocido     | Desconocido | Desconocido |
| Joyce                  | 8-10 de septiembre             | Tormenta tropical | 65 kilómetros por hora (40 mph)   | 1000 hPa (mbar) | Desconocido     | Desconocido | Desconocido |
| Kathleen               | 10-15 de septiembre            | Tifón categoría 2 | 165 kilómetros por hora (103 mph) | 960 hPa (mbar)  | Desconocido     | Desconocido | Desconocido |
| Laura                  | 14-18 de septiembre            | Tifón categoría 2 | 165 kilómetros por hora (103 mph) | 962 hPa (mbar)  | Desconocido     | Desconocido | Desconocido |
| Mildred                | 22-25 de septiembre            | Tifón categoría 1 | 140 kilómetros por hora (87 mph)  | 985 hPa (mbar)  | Desconocido     | Desconocido | Desconocido |
| Nanette                | 29 de septiembre-2 de octubre  | Tifón categoría 2 | 165 kilómetros por hora (103 mph) | 970 hPa (mbar)  | Desconocido     | Desconocido | Desconocido |
| Olive                  | 2-5 de octubre                 | Tifón categoría 3 | 205 kilómetros por hora (127 mph) | 958 hPa (mbar)  | Desconocido     | Desconocido | Desconocido |
| Pauline                | 2-8 de octubre                 | Tifón categoría 3 | 185 kilómetros por hora (115 mph) | 958 hPa (mbar)  | Desconocido     | Desconocido | Desconocido |
| Rosalind               | 6-14 de octubre                | Tifón categoría 4 | 240 kilómetros por hora (149 mph) | 918 hPa (mbar)  | Desconocido     | Desconocido | Desconocido |
| Alice                  | 13-21 de octubre               | Tifón categoría 4 | 220 kilómetros por hora (137 mph) | 940 hPa (mbar)  | Desconocido     | Desconocido | Desconocido |
| Beatrice               | 16-21 de octubre               | Tormenta tropical | 85 kilómetros por hora (53 mph)   | 991 hPa (mbar)  | Desconocido     | Desconocido | Desconocido |
| Cathy                  | 29 de octubre-4 de noviembre   | Tifón categoría 3 | 185 kilómetros por hora (115 mph) | 965 hPa (mbar)  | Desconocido     | Desconocido | Desconocido |
| Dora                   | 2-10 de noviembre              | Tifón categoría 3 | 185 kilómetros por hora (115 mph) | 965 hPa (mbar)  | Desconocido     | Desconocido | Desconocido |
| Elnora                 | 10-12 de noviembre             | Tormenta tropical | 95 kilómetros por hora (59 mph)   | 995 hPa (mbar)  | Desconocido     | Desconocido | Desconocido |
| Flora                  | 13-19 de noviembre             | Tifón categoría 3 | 185 kilómetros por hora (115 mph) | 963 hPa (mbar)  | Desconocido     | Desconocido | Desconocido |
| Gladys                 | 17-22 de noviembre             | Tifón categoría 1 | 140 kilómetros por hora (87 mph)  | 987 hPa (mbar)  | Desconocido     | Desconocido | Desconocido |
| Hannah                 | 22-23 de noviembre             | Tifón categoría 3 | 185 kilómetros por hora (115 mph) | 955 hPa (mbar)  | Desconocido     | Desconocido | Desconocido |
| Irene                  | 30 de noviembre-3 de diciembre | Tormenta tropical | 85 kilómetros por hora (53 mph)   | 1000 hPa (mbar) | Desconocido     | Desconocido | Desconocido |
| Jean                   | 22-29 de diciembre             | Tifón categoría 2 | 175 kilómetros por hora (109 mph) | 973 hPa (mbar)  | Desconocido     | Desconocido | Desconocido |
| Agregados de temporada |                                |                   |                                   |                 |                 |             |             |
| 29                     | 18 de marzo-29 de diciembre    |                   | 135 kilómetros por hora (84 mph)  | 871 hPa (mbar)  | Desconocido     | Desconocido |             |

## Nombre de tormentas
| - Anna - Bernida - Carol - Donna - Eileen - Faith - Gwen - Helena - Inez | - Joyce - Kathleen - Laura - Mildred - Nanette - Olive - Pauline - Rosalind - Alice | - Beatrice - Cathy - Dora - Elnora - Flora - Gladys - Hannah - Irene - Jean |